# Гнилуха (приток Середницы)
Гнилуха — река в России, протекает по Удомельскому и Максатихинскому районам Тверской области. Устье реки находится в 2,3 км от устья Середницы по правому берегу. Длина реки составляет 10 км.
Река пересекает железную дорогу Москва—Санкт-Петербург.
Населённых пунктов по берегам реки нет.

## Данные водного реестра
По данным государственного водного реестра России относится к Верхневолжскому бассейновому округу, водохозяйственный участок реки — Молога от истока и до устья, речной подбассейн реки — Реки бассейна Рыбинского водохранилища. Речной бассейн реки — (Верхняя) Волга до Куйбышевского водохранилища (без бассейна Оки).
Код объекта в государственном водном реестре — 08010200112110000005873.

## Топографические карты
- Лист карты O-36-83 Удомля. Масштаб: 1 : 100 000. Состояние местности на 1982 год. Издание 1986 г.
- Лист карты O-36-84 Максатиха. Масштаб: 1 : 100 000. Состояние местности на 1982 год. Издание 1986 г.